# Asebie
Asebie oder Asebeia (altgriechisch ἀσέβεια asébeia) bedeutet „Gottlosigkeit“, „Frevel gegen die Götter“ oder „Unfrömmigkeit“ und war ein Straftatbestand im antiken Griechenland und im Römischen Reich.

## Antikes Griechenland